# Jatisari (Jatisrono)
Jatisari is een bestuurslaag in het regentschap Wonogiri van de provincie Midden-Java, Indonesië. Jatisari telt 3726 inwoners (volkstelling 2010).